# ورخ-اوزیورنویه
ورخ-اوزیورنویه (به لاتین: Verkh-Ozyornoe) یک منطقهٔ مسکونی در روسیه است که در سرزمین آلتای واقع شده‌است.